# Fast Cars and Superstars: The Gillette Young Guns Celebrity Race
Fast Cars and Superstars: The Gillette Young Guns Celebrity Race foi um reality show transmitido pela ABC entre 7 e 24 de junho de 2007, com vinte famosos em corridas de stock car.

## Celebridades
Os vinte participantes da série foram:
1. Krista Allen - Atriz (Days of our Lives) Eliminada em 10 de junho
2. John Cena - Wrestler profissional (WWE) Eliminado em 24 de junho
3. Bill Cowher - Ex-Campeão do Super Bowl National Football League como treinador (Steelers) Eliminado em 24 de junho
4. John Elway - Ex-quarterback da NFL (Broncos) Vencedor em 24 de junho
5. Tony Hawk - Skateboarder profissionalEliminated em 24 de junho
6. Laird Hamilton - Surfista Eliminado em 17 de junho
7. Jewel - Cantora Eliminada em 24 de junho
8. Ty Murray - Campeão de rodeio, presidente da Professional Bull Riders, Inc. Eliminado em 24 de junho
9. Gabrielle Reece - Jogadora profissional de voleibol e modelo pessoal Eliminada em 19 de junho
10. John Salley - Ex-jogador da NBA (Pistons, Bulls, Lakers) Eliminado em 12 de junho
11. William Shatner - Ator (Star Trek, Boston Legal) Eliminado/Desqualificado em 14 de junho
12. Serena Williams - Jogadora de tênis campeã olímpica Eliminada em 7 de junho